# Andreas Cervin
Andreas Cervin, född 31 oktober 1888 i Okome församling, Hallands län, död 14 februari 1972 i Göteborgs Vasa församling, Göteborg, var en svensk jurist och gymnast. Han var son till Reinhold Cervin och farbror till Henrik Cervin
Han var med i det svenska lag som blev olympiska guldmedaljörer i laggymnastik 1908.
Prästsonen Andreas Cervin avlade juris kandidatexamen vid universitetet i Lund 1914, varefter han samma år började att arbeta som notarie i Göta hovrätt. Han kom till rådhusrätten i Göteborg 1918, blev rådman 1935 och pensionerades 1955. Under tiden 1937 till 1944 tjänstgjorde han som överexekutor vilket gjorde att han fick en avgörande roll i det riksbekanta målet om de norska kvarstadsbåtarna hösten 1941. Kännetecknande för Cervin var en total oräddhet, och en debattvilja som bland annat yttrade sig i artiklar i dagspressen.

## Lex Cervin
I samband med den tyska ockupationen av Norge den 9 april 1940, stängdes ett antal norska handelsfartyg in i svenska hamnar. Den norska regeringen i London rekvirerade alla fartyg som befann sig utanför Norge och vilkas ägare befann sig inom ockuperat område. Detta gjordes dels för att inte tyskarna skulle få tillgång till fartygen, men också för att de skulle kunna sättas in i konvojtrafik för de allierades räkning. Sedan rekvisitionen genomförts chartrades båtarna av den engelska regeringen. För att förhindra detta tvingades många norska fartygsägare av den tyska ockupationsmakten att utfärda fullmakter till svenska advokater, för att kunna processa vid svenska domstolar om besittningsrätten till fartygen. Samtidigt ställde Tyskland krav på Sverige att hindra fartygen från att löpa ut. Enligt regeringen kunde endast domstol eller överexekutor, efter prövning, ge myndigheterna rätt att stoppa fartygen. Rent juridiskt gällde målen om en svensk domstol, genom överexekutor, kunde handlägga mål mot engelska eller norska staten.
Den 25 oktober 1941 inkom till överexekutor en begäran om interimistisk kvarstad för ångfartyget Charente. Cervin biföll inte begäran, utan förordade att ansökan också skulle delges de brittiska och norska regeringarna, eftersom deras rätt till fartyget kunde beröras av ansökningen. Ett avslag på begäran om interimistisk kvarstad kunde inte överklagas. Ett antal liknande beslut tidigare under hösten hade gjort att regeringen hade agerat snabbt med förslag till  lagändring vilket skulle innebära att ett avslag kunde överklagas till högre instans. Den 24 oktober behandlades förslaget i såväl statsrådsberedningen som lagrådet och lagrådet lämnade samma dag förslaget utan erinran. Efter behandling i lagutskottet togs propositionen upp i riksdagen den 29 oktober och antogs utan debatt. Den 30 oktober blev lagen, som kom att kallas lex Cervin, tryckt och den 31 oktober distribuerades den till myndigheterna.
Efter att Andreas Cervin på kort tid och vid upprepade tillfällen på samma sätt som när det gällde Charente hade omprövat begäran om interimistiska kvarstadsbeslut och i samtliga fall vägrat att bifalla ansökningarna, biföll Göta hovrätt dessa. Hovrättens beslut skulle gälla tills överexekutor meddelade slutgiltigt beslut.
Vid denna tid kallades Cervin in till sin chef, tillförordnade borgmästaren Gustaf Bergqvist, vilken meddelade att statsrådet Rosander sagt till honom att överexekutor borde ytterst sorgfälligt granska och pröva frågan om de norska båtarna. Det vore av högsta vikt att ett klokt avgörande träffades i detta, för hela landet viktiga ärende. Skedde inte detta så skulle tyskarna kunna äventyra landets försörjningsmöjligheter och möjligen även på andra sätt göra sig påminta.
Den 6 november avslog överexekutor Cervin, trots påstötningarna från regeringen via borgmästaren, de norska redarnas ansökan om kvarstad och upphävde därmed automatiskt hovrättens beslut. Den 7 november beviljade hovrätten åter interimistisk kvarstad på båtarna, och den 15 december kom slutgiltigt utslag från hovrätten med samma innehåll.
De brittiska och norska regeringarna och de av engelsmännen förordnade befälhavarna på båtarna överklagade till Högsta domstolen. HD dömde i målet den 17 mars 1942 och fann, att den brittiska regeringen hade besittning över fartygen och att kvarstad med hänsyn till det och till den främmande statens immunitet inte kunde komma ifråga. Fartygen var därmed fria att avsegla.

### Borgmästarvalet 1944
Borgmästarposten i Göteborg tillsattes av regeringen efter allmänna val. Fyra rådmän sökte tjänsten, förutom Cervin bland andra även Gösta Bäärnhielm. Medan stadens politiker, med undantag för kommunisterna, stödde Bäärnhielm hade Cervin stöd av bland andra Torgny Segerstedt, som i Göteborgs Handels- och Sjöfartstidning skrev att "Han är en av de få i detta land, som trätt i bräschen för rättens hävdande under den tid, då många ville jämka den till förmån för vad som tycktes för tillfället opportunt". Segerstedt skrev också att Cervin hade modet att dra fram sakerna i offentligheten under den tid "när lagrötan grep omkring sig och lag ändrades i flygande fläng för att icke lägga hinder i vägen för främmande makts pockanden. Andreas Cervin väjer icke. Han hör till de oförskräckte. Han kan lägga näven tungt i bordet. Det är en barsk herre. Dylikt misskläder icke en borgmästare."
I valet vann Cervin överlägset, med dubbelt så många röster som Bäärnhielm. Regeringen valde ändå att utnämna Bäärnhielm till borgmästare. Arbetartidningen ansåg att regeringens val var att se som en bestraffning för att Andreas Cervin inte tigit stilla då "samlingsregeringen höll på att kantskära demokratin".